# Taddea Tarlati

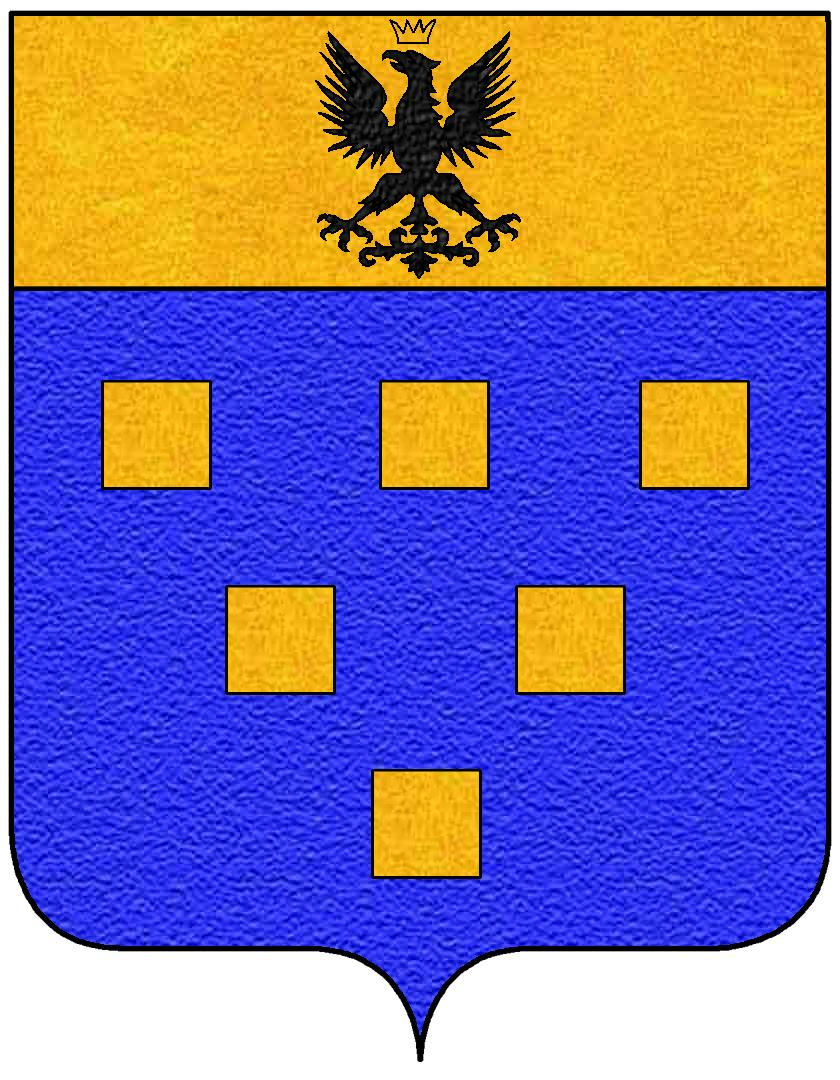
Stemma dei Tarlati

Taddea Tarlati (Arezzo, ... – 1417) è stata una nobildonna italiana.

## Biografia
Era figlia di Magio Tarlati, signore di Pietramala e di Rengarda Malatesta (?-1366), e sorella del cardinale Galeotto.

## Discendenza
Taddea sposò in seconde nozze il nobile condottiero Guglielmo Bevilacqua, dal quale ebbe i seguenti figli:
- Francesco (1373-1419), condottiero, sposò Dina Brancaleoni
- Caterina, sposò nel 1416 Giovanni Pico della Mirandola, signore di Mirandola e Conte di Concordia
- Anna, sposò nel 1399 Manfredo da Barbiano
- Galeotto (1374-1441), condottiero al servizio dei Visconti, sposò nel 1393 Leda Smeducci